# Léon Devos
Léon Devos (Ardooie, 17 de enero de 1896 - Ardooie, 23 de abril de 1958) fue un ciclista belga que fue profesional entre 1919 y 1927. 
Sus éxitos deportivos más destacados serían el triunfo a la Lieja-Bastogne-Lieja de 1919 y el Tour de Flandes de 1922. 

## Palmarés
1919
- Lieja-Bastogne-Lieja

1922
- Tour de Flandes

1924
- Campeonato de Flandes
- Las Tres Villas Germanas

## Resultados en Grandes Vueltas
Durante su carrera deportiva ha conseguido los siguientes puestos en las Grandes Vueltas:
| Carrera         | 1919 | 1920 | 1921 | 1922 | 1923 | 1924 | 1925 | 1926 | 1927 |
| --------------- | ---- | ---- | ---- | ---- | ---- | ---- | ---- | ---- | ---- |
| Giro de Italia  | -    | -    | -    | -    | -    | -    | -    | -    | -    |
| Tour de Francia | -    | -    | -    | -    | -    | -    | -    | 25º  | -    |
| Vuelta a España | X    | X    | X    | X    | X    | X    | X    | X    | X    |
| Mundial en Ruta | X    | X    | X    | X    | X    | X    | X    | X    | -    |